# Meleoma tezcucana
Meleoma tezcucana is een insect uit de familie van de gaasvliegen (Chrysopidae), die tot de orde netvleugeligen (Neuroptera) behoort. 
Meleoma tezcucana is voor het eerst wetenschappelijk beschreven door Banks in 1949.